# 한스 모라벡
한스 모라벡(Hans Moravec, 1948년 11월 30일 오스트리아 Kautzen에서 태어남)은 로봇공학과 인공지능에 대한 연구로 유명한 컴퓨터과학자이며 카네기 멜론 대학교 School of Computer Science 소속 Robotics Institute의 겸임교수이다. 그는 로봇공학과 인공지능에 대한 연구와 기술의 영향력에 대한 글로 잘 알려져 있다. 그는 미래학에 관심을 가졌는데, 특히 트랜스휴머니즘과 관련된 미래에 대한 예측을 책으로 썼다. 또한 그는 컴퓨터 시각 관련 기술을 연구했으며, 2003년 관련 기업인 시그리드(Seegrid)를 설립했다.

## 배경
한스 모라백은 캐나다에서 2년동안 몬트리올 로욜라 대학에 2년 동안 다니다가 아카디아 대학교에 편입을 해서 1969년에 수학 학사를 수여받았다. 1971년에는 웨스턴온타리오 대학교에서 컴퓨터과학 석사를 수여받고 1980년에 존 매카시 교수님에게 지도를 받아서 스탠퍼드 대학원에서 텔레비전이 달린 무선 조종 로봇을 개발하여 컴퓨터과학 박사 학위를 받았다.

## 책
- 마음의 아이들

한스 모라벡이 1998년에 지은 저서로 무어의 법칙을 바탕으로 한 미래의 인공지능에 대한 예측을 담고 있다. 그는 이 책에서 인공지능이라는 측면에서 미래의 타임라인의 윤곽을 잡는다. 그의 말에 따르면 로봇이 진화하여 2030년에서 2040년 사이에 인공인 종이 등장하고 21세기 후반에는 인간보다 지능이 높은 로봇이 지배하는 사회가 도래할 것이다. 인류의 정신적인 자산인 지식, 문화, 가치관 등을 모두 물려받아 다음 세대로 넘겨줄 '마음의 아이들'이라는 로봇이 지구의 주인이 될 것으로 저자는 예측한다. 다시 말해 이 책은 인류의 미래가 사람의 마음을 물려받은 기계인 '마음의 아이들'에 계승될 것이며, 포스트 휴먼이 인류 진화의 방향이라는 것을 주장한다.
- Robot: Mere Machine to Transcendent Mind

1998년에 출판된 이 책에는 인공지능의 발달이 로봇에 미치는 영향에 대한 자세한 내용과 무어의 법칙을 집적 회로 전 기술에까지 확장시켜 그 결과를 예측한 내용이 포함되어 있다.

## 활동
모라벡의 역설을 제안했다.

## 같이 보기
- 인공 일반 지능
- 마인드 업로딩
- 우주 엘리베이터
- 기술적 특이점